# Mobilitätskompetenz

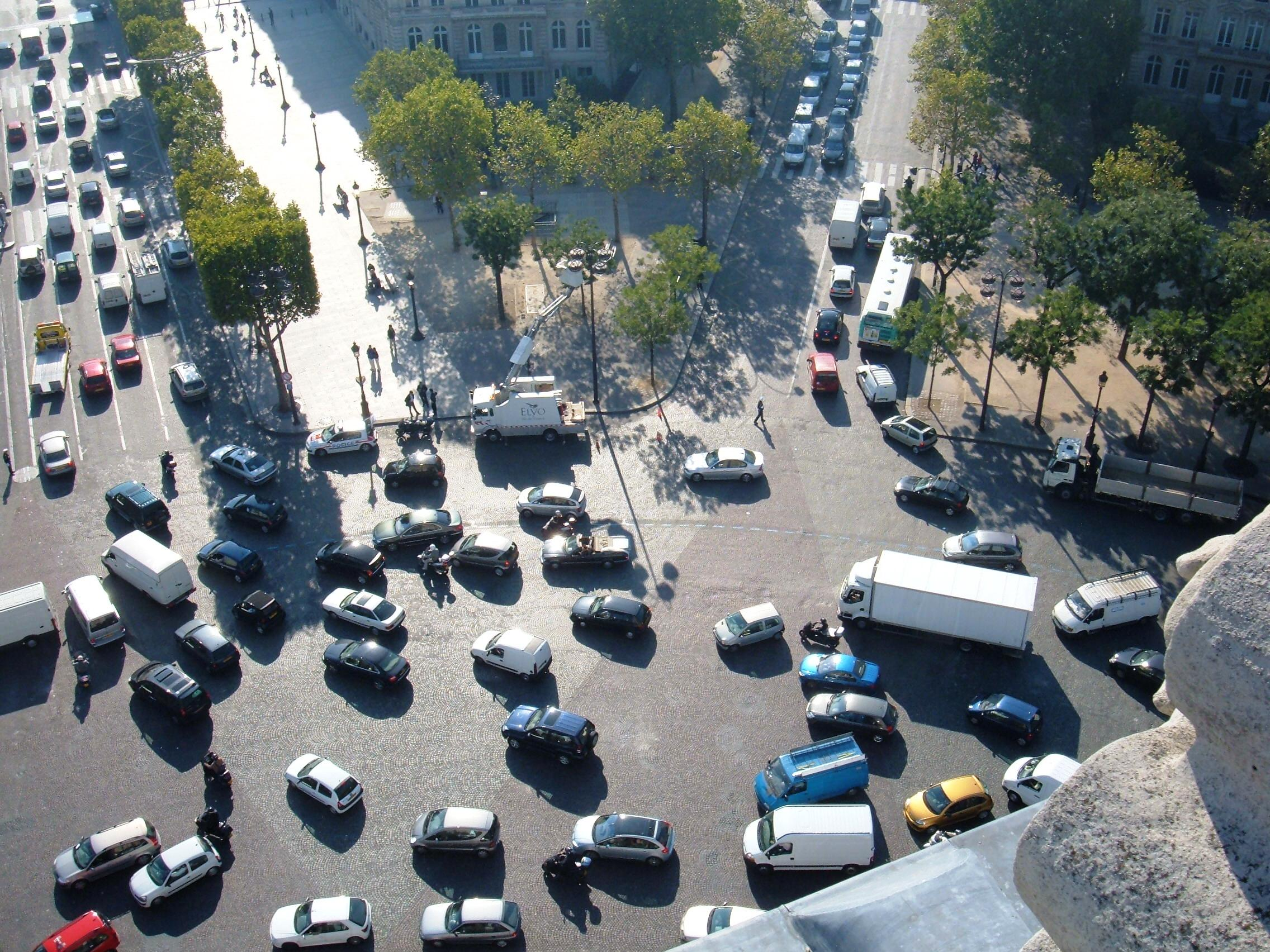
Verkehr um den Triumphbogen (Paris)

Mobilitätskompetenz bedeutet über das Beherrschen von Verkehrsregeln und sicheres Verhalten im Verkehr hinaus die Kenntnis und das Berücksichtigen von Risiken des Straßenverkehrs, der fahrphysikalischen Gesetzmäßigkeiten und menschlich-biologischen Leistungsgrenzen sowie die Fähigkeit, Verkehrsmittel in gemeinschaftsverträglichem Sinne zu führen.

## Verkehrspädagogische Sichtweise
Mobilitätskompetenz gehört zu den wesentlichen Zielsetzungen der Verkehrspädagogik. Sie wird über spezifische Lernprogramme wie das Karlsruher 12-Schritte-Programm oder Fahrlehrgänge vermittelt und durch Prüfungen wie das Fußgängerdiplom, die Radfahr- oder Führerscheinprüfung abgesichert und dokumentiert. Die verkehrspädagogische Sichtweise stellt die Vernunft, die Bereitschaft und die Befähigung zur Eigenverantwortung des Verkehrsteilnehmers auch bei der Wahl der Verkehrsmittel in den Vordergrund. „Die Vermittlung von Mobilitätskompetenz ist Aufgabe der Verkehrs- und Mobilitätserziehung vom Kindergarten über die Grundschule bis in die weiterführenden Schulen sowie der kontinuierlichen Verkehrsaufklärung für Erwachsene.“ Die dazu erforderlichen Wissensgrundlagen, Zielvorstellungen und Methoden erarbeitet die Didaktik der Verkehrserziehung.
Der Schulanfänger erreicht die ihm gemäße Mobilitätskompetenz, wenn er sich als fähig erweist, seinen Schulweg und die wohnhausnahen Ortsveränderungen als selbstständiger Fußgänger sicher zu bewältigen.

## Verkehrspsychologische Sichtweise

Modell PASS

Verkehrspsychologen definieren Mobilitätskompetenz bei Erwachsenen als „die Gesamtheit von überdauernden körperlichen, geistigen, verhaltens- und einstellungsbezogenen Voraussetzungen des Fahrers zum sicheren und partnerschaftlichen Führen von Kraftfahrzeugen“. Dabei werden drei Ebenen der Kompetenzentwicklung unterschieden:
1. Mobilitätserziehung in der Schule und im Jugendalter sowie Förderprogramme (z. B. Begleitetes Fahren)
2. gesetzlich geregelte Hilfestellungen im Rahmen von Punktesystemen (z. B. Aufbauseminare) sowie bei der Qualifikation von Berufskraftfahrern
3. Hilfen zur Wiedereingliederung nach einer Entziehung der Fahrerlaubnis